# David Levien
David Levien (Great Neck, 9 dicembre 1967) è uno sceneggiatore, produttore cinematografico e produttore televisivo statunitense.
Meglio conosciuto come co-sceneggiatore di Ocean's Thirteen, e Il giocatore - Rounders Levien ha anche prodotto The Illusionist e The Lucky Ones - Un viaggio inaspettato. Come romanziere, ha pubblicato City of the Sun con Random House.

## Filmografia

### Produttore

#### Cinema
- Compagnie pericolose (Knockaround Guys) (2001)
- Intervista con l'assassino (Interview with the Assassin) (2002)
- The Illusionist - L'illusionista (The Illusionist) (2006)
- The Lucky Ones - Un viaggio inaspettato (2008)
- I ragazzi della Nickel (Nickel Boys), regia di RaMell Ross (2024)

#### Televisione
- Billions – serie TV, 81 episodi (2016-2023)
- Super Pumped – serie TV, 2 episodi (2022)

### Sceneggiatore

#### Cinema
- Il giocatore - Rounders (Rounders) (1998)
- Compagnie pericolose (Knockaround Guys) (2001)
- La giuria (Runaway Jury) (2003)
- A testa alta (Walking Tall) (2004)
- Ocean's Thirteen (2003)
- The Girlfriend Experience (2009)
- Runner, Runner, regia di Brad Furman (2013)

#### Televisione
- Billions – serie TV, 84 episodi (2016-2023)
- The Girlfriend Experience – serie TV, 37 episodi (2016-2021)

### Regista
- Compagnie pericolose (Knockaround Guys) (2001)
- Solitary Man (2009)